# Силікатна цегла

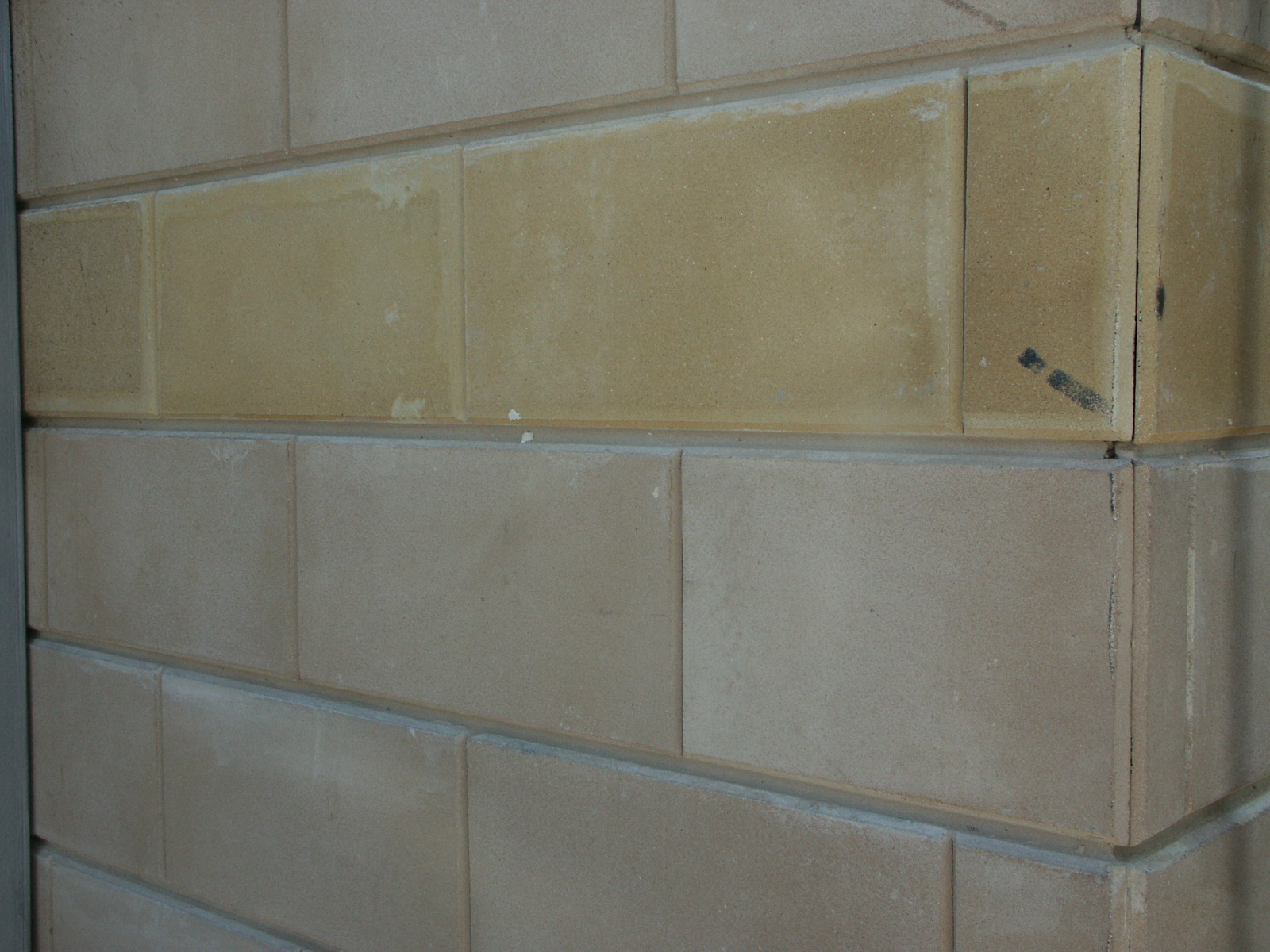
Фасад з силікатної цегли

Силікатна цегла (біла) — цегла, яка складається із кварцового піску і вапна.
Виробництво силікатної цегли стало можливим після того, як було розроблено нові принципи виробництва будівельних матеріалів. В основу виробництва цегли закладено принцип автоклавного синтезу: 1 складових кварцового піску, 1 частина повітряного вапна і добавки. Після цього суміш пресується сухим методом (таким чином створюється форма цегли) і проходить автоклавну обробку (дія водяної пари за температури 170—200 °C та тиску 8—12 атм.). Для отримання цегли різного забарвлення також використовують пігменти.
Щоб силікатна цегла вважалася якісною, вона має відповідати певним технічним характеристикам. Межа міцності силікатної цегли при стиску має бути не менша 15—20 МПа. Цей параметр в характеристиках цегли позначається буквою «М» з числом (межа міцності М150-М200), є необхідним при будівництві. Наприклад, цегла М100 підходить для спорудження двоповерхового будинку, але не рекомендована при зведенні несучих конструкцій багатоповерхівок. Наступним параметром цегли є її середня густина: вона не повинна бути меншою за 1300 кг/м3. Параметр морозостійкості цегли визначається кількістю безперервних циклів заморожування і розморожування цегли, які витримає силікатна цегла за мінімальної втрати позитивних якостей. Допустима температура експлуатації цегли не має перевищувати 550 °C.